# Conformérie

Différents conformères du n-butane vus en projection de Newman.

En chimie, la conformérie est une forme de stéréoisomérie décrivant le fait qu'une même molécule existe sous la forme de plusieurs conformères (ou isomères de conformation) à la suite de la rotation des atomes autour de liaisons chimiques simples. On parle surtout de conformérie en chimie organique, pour des rotations autour des liaisons carbone-carbone.
Il existe trois principaux facteurs qui rendent certains conformères plus stables que les autres :
1. L'interaction entre une liaison σ et le lobe orbital arrière d'une liaison σ∗ voisine : cela n'est possible que lorsque les deux liaisons sont décalées. C'est pratiquement la seule raison pour laquelle la conformation préférée de l'éthane est la conformation décalée (aussi appelée « anti ») ;
2. L'effet stérique de répulsion entre les groupes attachés sur une liaison simple ;
3. Le moment dipolaire induit des liaisons polarisées peut influer sur la stabilité des conformères.